# Bomullsdvärgand
Bomullsdvärgand (Nettapus coromandelianus) är en liten övervägande asiatisk andfågel i familjen änder. Den lever i sötvattensvåtmarker med riklig växtlighet. Arten är talrik och tros öka i antal.

## Utseende
Bomullsdvärganden är en mycket liten svartvit and, endast 30–37 centimeter lång. Hanen har vitt huvud, hals och bröst, svart bröstband och hätta samt grå buk och flanker. Ovansidan är grön med ett brett vitt band över vingarna. Honan är gråbeige under, brungrå ovan med ett tydligt ögonstreck och vit bakkant på vingarna.

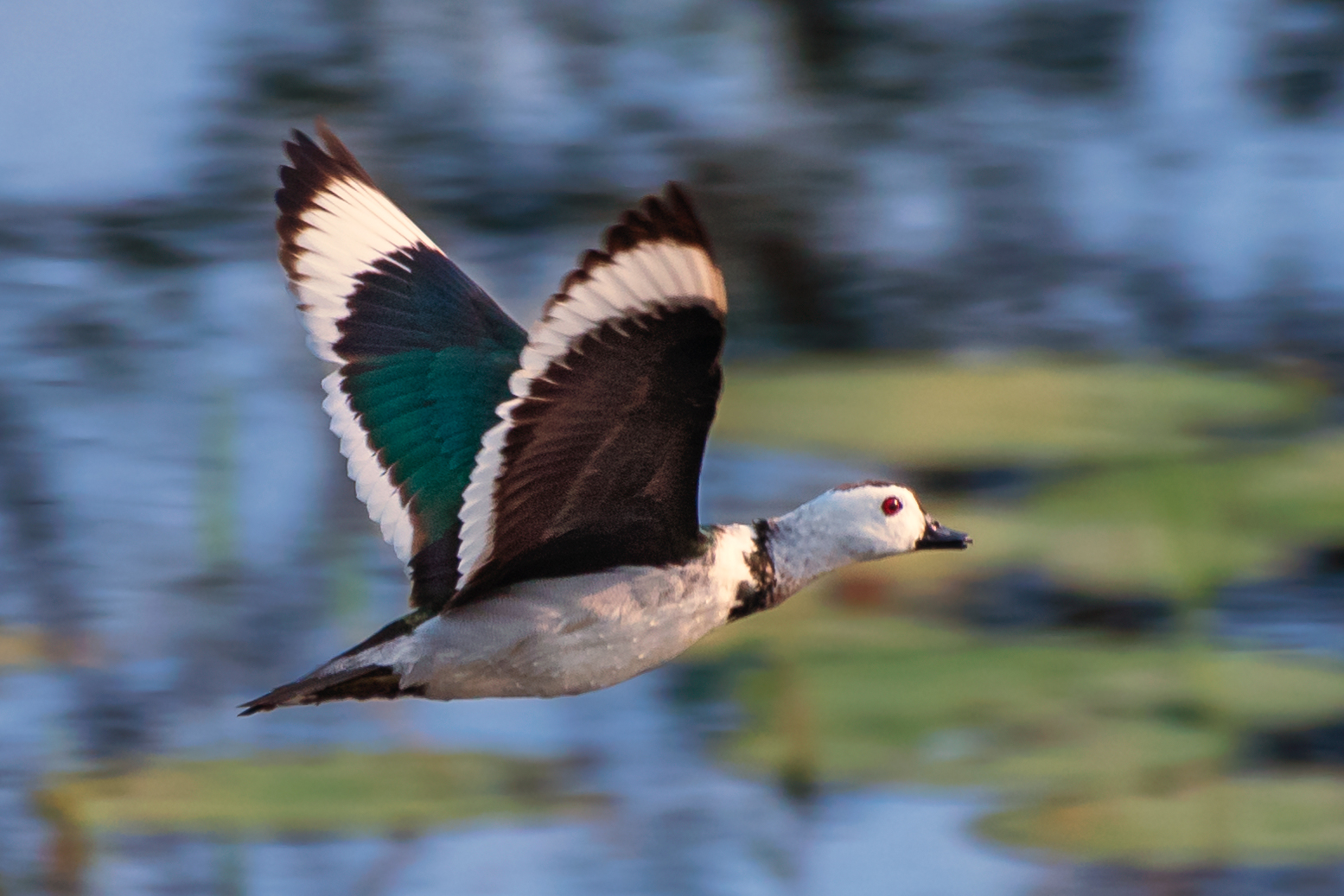
Hane i flykten.
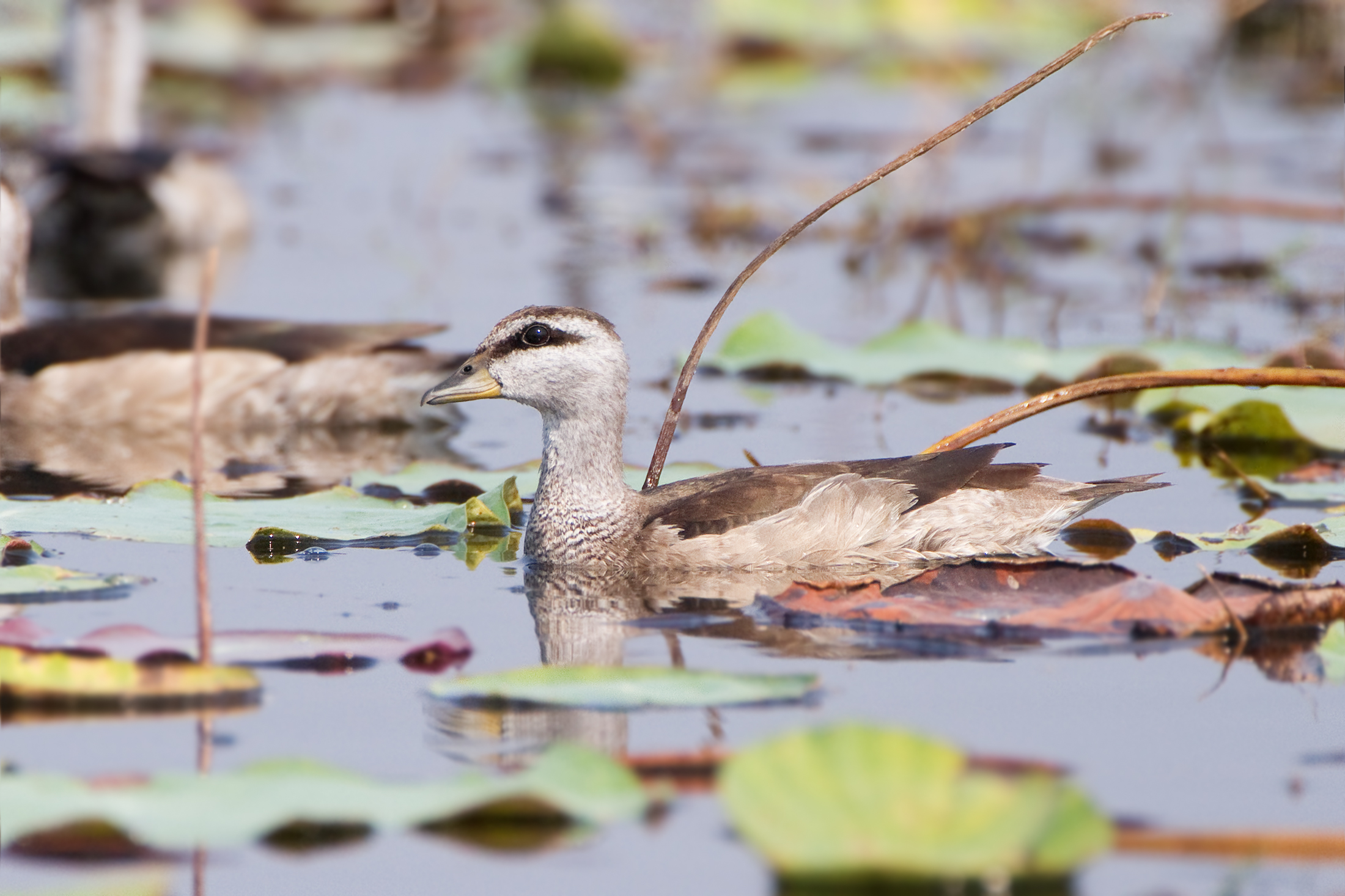
Hona bomullsdvärgand.

## Utbredning och systematik
Bomullsdvärganden hittas i södra och sydöstra Asien samt i delar av australiska regionen. Den delas in i två underarter med följande utbredning:
- Nettapus coromandelianus coromandelianus – förekommer i låglänta områden i Indien, Sydasien, Indonesien och Nya Guinea
- Nettapus coromandelianus albipennis – förekommer i låglänta kustnära nordöstra Australien

Arten övervintrar i Oman. Den har tillfälligt setts västerut till Mellanöstern ända till Jordanien, Jemen och Turkiet samt norrut till Japan.

## Ekologi
Bomullsdvärganden trivs i sötvattensvåtmarker med mycket växtlighet där den lever av frön, gräs och växtdelar. Den häckar monogamt mestadels under regnperioden. Boet är i ett trädhål, i undantagsfall till och med i hål i byggnader. Arten lägger sex till 16 vita eller gräddfärgade ägg. Endast honan ruvar.

## Status och hot
Arten har ett stort utbredningsområde och en stor population, dock med oklar utveckling. Utifrån dessa kriterier kategoriserar IUCN arten som livskraftig (LC).  Världspopulationen uppskattas till mellan 83 300 och 741 000 vuxna individer.

## Namn
Fågelns vetenskapliga coromandelianus namn syftar på Koromandelkusten i sydöstra Indien, som från början är en portugisisk förvrängning av det tamilska ordet för området Cholamandalam, som betyder "cholafolkets kungarike". På svenska har fågeln även kallats vithalsad dvärgand.